# クローバー (遊助の曲)

「クローバー」は、2021年1月27日にソニー・ミュージックレコーズから発売された遊助の30枚目のシングル。

## 概要
前作「青炎」から約5か月ぶりのシングル。

## 販売形態
- 初回生産限定盤A
  - CD+DVD
- 初回生産限定盤B
  - CD+DVD
- 通常盤
  - CDのみ

## 収録曲

### 初回生産限定盤A
CD
1. クローバー
作詞：遊助、作曲：Kenta Urashima・Furuppe(KeraKera)
2. 君と一緒にいたいから一生に一回
作詞：遊助、作曲：遊助・Hiroto Kikuchi・Akira Sunset
3. Goodbye and Hello
作詞：遊助、作曲：CHI-MEY
4. クローバー -Instrumental-

DVD
1. クローバー - Music Video -
2. Documentary of クローバー

### 初回生産限定盤B
CD
1. クローバー
2. 君と一緒にいたいから一生に一回
3. Goodbye and Hello
4. クローバー -Instrumental-

DVD
1. 遊飯～特別編～

### 通常盤
CD
1. クローバー
2. 君と一緒にいたいから一生に一回
3. Goodbye and Hello
4. Shoes
作詞：遊助、作曲：N.O.B.B